# UFC 229
UFC 229: Khabib vs. McGregor  var et mixed martial arts-arrangement, der produceres af Ultimate Fighting Championship , der blev afholdt den 6. oktober 2018 i T-Mobile Arena i Paradise, Nevada, som er en del af Las Vegas Hovedstadsområdet.

## Baggrunden
Arrangementet forventes at have en hovedkamp om UFC Letvægts-mesterksab mellem den ubesejrede nuværende mester Khabib Nurmagomedov og tidligere fjervægt og letvægts-mester Conor McGregor. McGregor vandt letvægts-titel ved UFC 205, da han var den regerende fjervægt-mester. McGregor forsvarede aldrig titlen, da han tog en pause i 2017 på grund af fødslen af hans første søn og senere vove sig ud i en boksekamp mod Floyd Mayweather Jr (hvor han tabte). UFC planlagde oprindeligt en interim-titel-kamp mellem Nurmagomedov og The Ultimate Fighter: Team Lesnar vs. Team dos Santos-weltervægt-vinder Tony Ferguson, men det blev aflyst på grund af Khabib have medicinske problemer, der var relateret til hans vægt ved indvejningen. Ferguson vandt interim titlen på UFC 216 mod Kevin Lee. Ferguson skulle herefter have mødt Nurmagomedov på UFC 223, hvor vinderen ville blive kåret som den ubestridte mester (da McGregor ville blive frataget titlen, så snart kampen fandt sted). Dette blev dog skrottet igen (for fjerde gang) da Ferguson fik en skade, og efter flere forskellige muligheder om en modstander, vandt Nurmagomedov i sidste ende den ledige titel mod Al Iaquinta. , Programmet blev også præget af et angreb på en bus, der indeholdte flere kæmpere, der skulle konkurrere til begivenheden (herunder Nurmagomedov og to holdkammerater), udført af McGregor og hans tilhængere.
Jussier Formiga var tidligere planlagt til at møde Sergio Pettis i januar 2017 ved UFC Fight Night: Rodríguez vs. Penn. Men Formiga trak sig ud af kampenaf uoplyste grunde. Kampen blev udskudt til denne begivenhed.
Sean O ' Malley var trukket fra en kamp mod José Alberto Quiñónez på grund af en potentiel Anti-Doping Politik overtrædelse. Organisationens embedsmænd har ikke bekræftet, om Quiñónez ville forblive på programmet, mod en erstatning eller udsat til en særskilt begivenhed.